# 13 Ways to Bleed on Stage
13 Ways to Bleed on Stage es el segundo álbum de estudio del grupo de post-grunge/metal alternativo estadounidense Cold, publicado el 12 de septiembre de 2000 por Geffen Records. El álbum aborda temas generalmente oscuros como la drogadicción, problemas de relación, y la indiferencia social.
Entre los cantantes invitados se incluyen a Aaron Lewis, de Staind y a Sierra Swan. La grabación se realizó entre los meses de febrero y junio de 2000 en California, Estados Unidos.
Los sencillos  del álbum fueron "Just Got Wicked", "'End of the World", "No One" y "Bleed". Para la mayor parte de dichas canciones se grabaron los videoclips los cuales fueron lanzados a través del canal musical MTV.
El álbum es considerado el mejor del grupo Cold hasta el momento, comparado con sus otros álbumes y también el más oscuro. El álbum ha recibido críticas positivas de la mayor parte de críticos de música y de los seguidores de la banda.
La canción Just Got Wicked apareció en el álbum recopilatorio MTV: The Return of the Rock, Vol. 2, ECW: Extreme Music Vol. 2: Anarchy Rocks, y en la banda sonora del videojuego Jet Grind Radio, y el sencillo No One aparece en la banda sonora de la película A Walk to Remember. El álbum tuvo éxito a nivel mundial, logrando ser disco de oro en Estados Unidos.

## Canciones
Todas las canciones escritas y compuestas por Canciones. 
| N.º | Título                 | Duración |  |
| 1.  | «Just Got Wicked»      | 4:00     |  |
| 2.  | «She Said»             | 4:08     |  |
| 3.  | «No One»               | 3:17     |  |
| 4.  | «End of the World»     | 3:04     |  |
| 5.  | «Confession»           | 3:49     |  |
| 6.  | «It's All Good»        | 3:43     |  |
| 7.  | «Send in the Clowns»   | 4:13     |  |
| 8.  | «Same Drug»            | 3:43     |  |
| 9.  | «Anti-Love Song»       | 3:10     |  |
| 10. | «Witch»                | 3:48     |  |
| 11. | «Sick of Man»          | 4:04     |  |
| 12. | «Outerspace»           | 3:37     |  |
| 13. | «Bleed»                | 3:57     |  |
| 14. | «Ghost in Here (Demo)» | 2:48     |  |
| 15. | «Bizarre (Demo) (*)»   | 3:29     |  |

(*) Lanzado solo en la edición japonesa

## Personal
- Scooter Ward - voz, guitarra, piano, teclado
- Kelly Hayes - guitarra
- Jeremy Marshall - bajo
- Sam McCandless - batería

### Personal adicional
- Aaron Lewis - Voz adicional
- Sierra Swan - Voz adicional

### Producción
- Productores: Cold, Adam Kasper, Chris Vrenna y Fred Durst
- Productor ejecutivo: Jordan Schur
- Ingeniero en sonido: Sam Hofstedt
- Programador: Chris Vrenna
- Coordinador de producción: Les Scurry
- Dirección artística: Cold

## Posicionamiento
Álbum - Billboard (Norteamérica)
| Año  | Listas            | Posición |
| ---- | ----------------- | -------- |
| 2000 | Heatseekers       | 1        |
| 2000 | The Billboard 200 | 98       |

Sencillos - Billboard (Norteamérica)
| Año  | Sencillo           | Listas                 | Posición |
| ---- | ------------------ | ---------------------- | -------- |
| 2000 | "Just Got Wicked"  | Mainstream Rock Tracks | 25       |
| 2001 | "End of the World" | Mainstream Rock Tracks | 24       |
| 2001 | "No One"           | Mainstream Rock Tracks | 17       |
| 2001 | "No One"           | Modern Rock Tracks     | 13       |

## Versión acústica
Canciones
- No One (Acústica) – 3:16
- End Of The World (Acústica) – 3:37
- Just Got Wicked (Acústica) – 3:59